# Carolyn Genzkow
Carolyn Sophia Genzkow (Amburgo, 11 luglio 1992) è un'attrice tedesca.

## Biografia
Carolyn Genzkow è la figlia di un chirurgo e di un medico generico che lavora ad Eidelstedt. Nel 2010 si diplomò presso la Emilie-Wüstenfeld-Gymnasium di Amburgo-Eimsbüttel. Dopodiché si è recata in Tanzania per nove mesi, dove si è dedicata alla cura degli orfani.
All'età di sette anni, la Genzkow fu contattata per strada per partecipare ad un servizio pubblicitario. Successivamente ha ricevuto ulteriori proposte lavorative per servizi fotografici e trasmissioni televisive. La sua carriera di attrice è iniziata all'età di dieci anni con spot pubblicitari per T-Mobile.
Nel 2007 ha recitato nella serie Doctor Martin. Nel film TV Zivilcourage (2010) le è stato assegnato il ruolo di protagonista al fianco di Götz George. Ha ricevuto il Premio del Pubblico del Gruppo Marler al Grimme Prize 2011 per la sua interpretazione e dal 2012 interpreta la figlia della protagonista nel film Kiki Baumann, l'attrice Simone Thomalla, nella serie televisiva ZDF Frühling. Dall'episodio "il mulo" della serie Tatort, il primo caso del nuovo team investigativo di Berlino Rubin e Karow nel marzo 2015, interpreta il ruolo della stagista Anna Feil. Nel 2015 ha interpretato il ruolo della diciassettenne Tina, nel suo primo ruolo da protagonista del film The Nightmare, diretto da Achim Bornhak.
Carolyn Genzkow vive attualmente a Berlino.

## Filmografia parziale

### Cinema
- Am Ende des Schweigens, regia di Erhard Riedlsperger (2006)
- Der Nachtmahr, regia di AKIM (2015)

### Televisione
- Krimi.de- serie televisiva (2007)
- Grani di pepe (Die Pfefferkörner) - serie televisiva (2007)
- Hamburg Distretto 21 (Notruf Hafenkante) - serie televisiva (dal 2008)
- SOKO Leipzig - serie televisiva (2008)
- Stubbe - Von Fall zu Fall - serie televisiva (2011)
- Squadra Speciale Cobra 11 (Alarm für Cobra 11 – Die Autobahnpolizei - serie televisiva (2013)
- Der Kriminalist - serie televisiva (2013)
- SOKO Wismar - serie televisiva (2013)
- Il commissario Köster (Der Alte) - serie televisiva (2014)
- Der Lehrer – serie televisiva (2015)
- Tatort – serie televisiva (dal 2015)